# Hornån

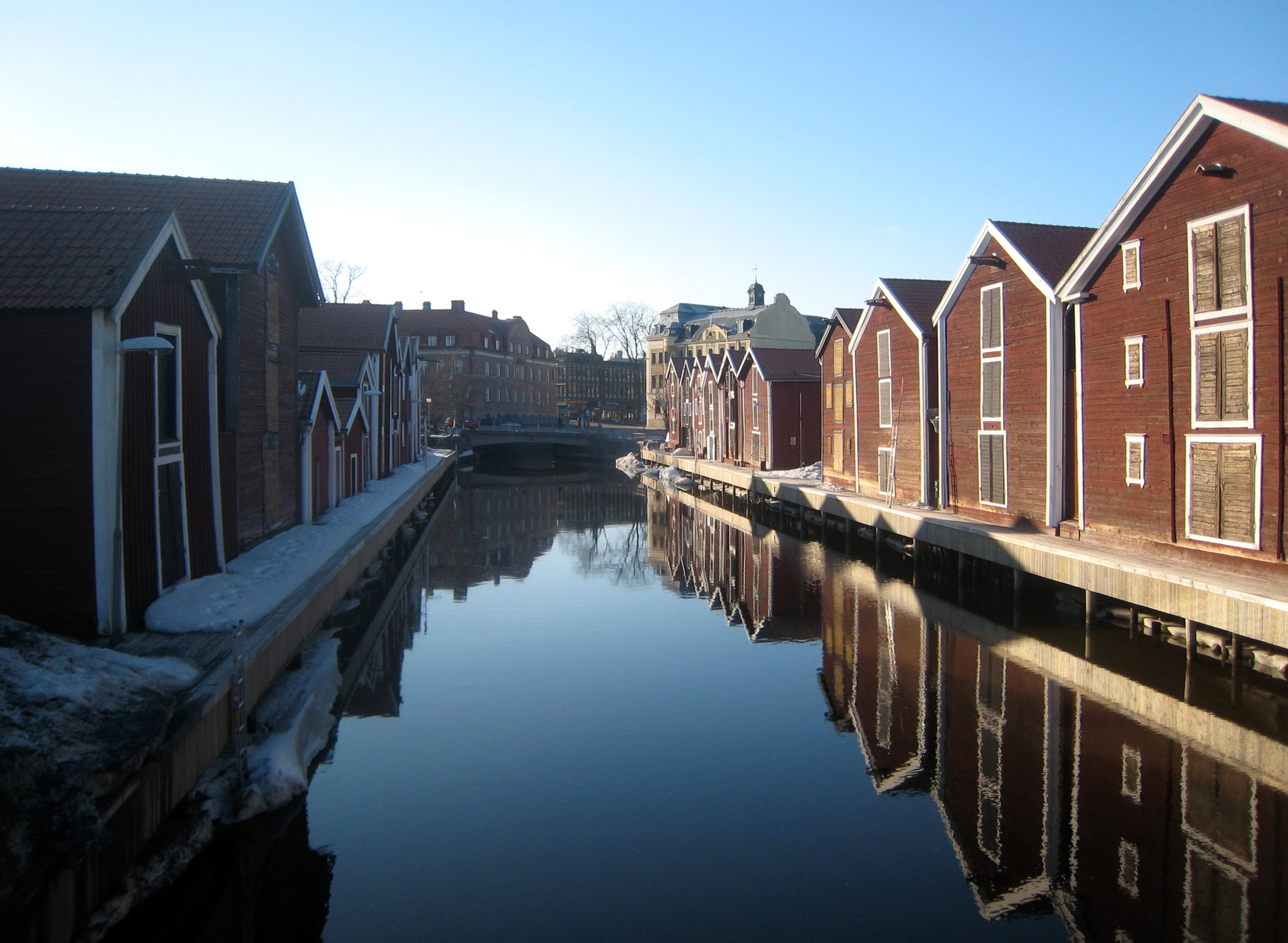
Hornåns mynning, Strömmingssundet i Hudiksvall.

Hornån är en liten kustå som mynnar i Bottenhavet mitt i centrala Hudiksvall. Flodområdet är drygt 50 km² och den totala längden ca 15 km. Ån rinner mestadels genom jordbruksmark och tätortsbebyggelse, och mynnade för ca 900 år sedan vid Högs då nybyggda kyrka, där spår ännu finns efter en gammal hamn.
Under de sista hundratalen meter före mynningen i Hudiksvall, mellan Lillfjärden och Hudiksvallsfjärden, är åns stränder sedan lång tid stensatta och sträckan kallas i folkmun "kanalen". Vid mycket högt vattenstånd i havet har vattnet länge kunnat rinna baklänges in i Lillfjärden, som dock på grund av landhöjningen alltmer otvetydigt är att betrakta som en insjö, liksom "kanalen" allt tydligare blir ett strömmande vattendrag. 
Ån har tidigare varit starkt förorenad, men genom det så kallade Hornåprojektet försöker Hudiksvalls kommun återställa vattenkvaliteten (2011).